# Андрієвські Олексій Олександрович
Олексій Олександрович Анрієвські (1950) — молдовський дипломат. Надзвичайний і Повноважний Посол Молдови в Україні.

## Біографія
Народився в 1950 році. У 1972 закінчив Московський державний інститут культури та Вищу партійну школу в Ленінграді (1984).
З 1973 по 1977 — завідувач відділу ЦК ЛКСМ Молдавії.
З 1977 по 1979 — 1-й секретар Ленінського райкому ЛКСММ м. Кишенева.
З 1979 по 1982 — заступник голови Ленінського райвиконкому м.Кишинева.
З 1984 по 1985 — на партійній роботі при ЦК КПРС.
З 1985 по 1988 — директор Національного театру опери і балету в Кишиневі.
З 1988 по 1991 — 1-й заступник міністра культури Молдавської РСР.
З 1991 по 1993 — міністр-радник постійного представництва Молдови в Росії.
З 1993 по 1995 — міністр-радник посольства Молдови в Україні.
З 1995 по 1998 — Надзвичайний і Повноважний Посол Молдови в Угорщині.
З 1999 по 2003 — Надзвичайний і Повноважний Посол Молдови в Києві (Україна).